# Jill Bakken
Pour les articles homonymes, voir Bakken (homonymie).
Jill Bakken, née le 25 janvier 1977 à Portland, est une pilote de  bobsleigh américaine

## Palmarès

### Jeux olympiques d'hiver
- : Médaille d'or en bob à 2 avec Vonetta Flowers en Jeux olympiques d'hiver de 2002 à Salt Lake City.